# Antoine Buron
Antoine Buron (Rouen, 22 de outubro de 1983) é um futebolista francês que atua como meia. Atualmente, defende o Lorient.